# Edward Lindberg
Edward "Ed" Ferdinand Jacob Lindberg (Cherokee, Iowa, 9 de novembre de 1886 – Highland Park, Illinois, 16 de febrer de 1978) va ser un atleta i jugador de beisbol estatunidenc que va competir a començaments del segle xx. És conegut per haver guanyat dues medalles als Jocs Olímpics de 1912.

## Biografia
Nascut a Cherokee, Iowa, estudià a la Universitat d'Illinois. El 1909 i 1911 guanyà el campionat de les 440 iardes de l'Amateur Athletic Union. El 1912 va prendre part en els Jocs Olímpics d'Estocolm, on disputà dues proves del programa d'atletisme. En els 4x400 metres relleus guanyà la medalla d'or amb l'equip estatunidenc, alhora que establia un nou rècord del món amb un temps de 3' 16.6". En els 400 metres lliures guanyà la medalla de bronze. En aquests mateixos Jocs va prendre part en la competició de beisbol, esport de demostració en aquesta edició dels Jocs.